# Geoff Muldaur
Geoff Muldaur (* 13. August 1943) ist ein US-amerikanischer Folksänger und Gitarrist. Er war Gründungsmitglied der Jim Kweskin Jug Band aus Cambridge (Massachusetts), und Mitglied von Paul Butterfields Band Better Days. Er ist eine der großen Stimmen aus der Folk- und Bluesszene der amerikanischen Ostküste.

## Leben

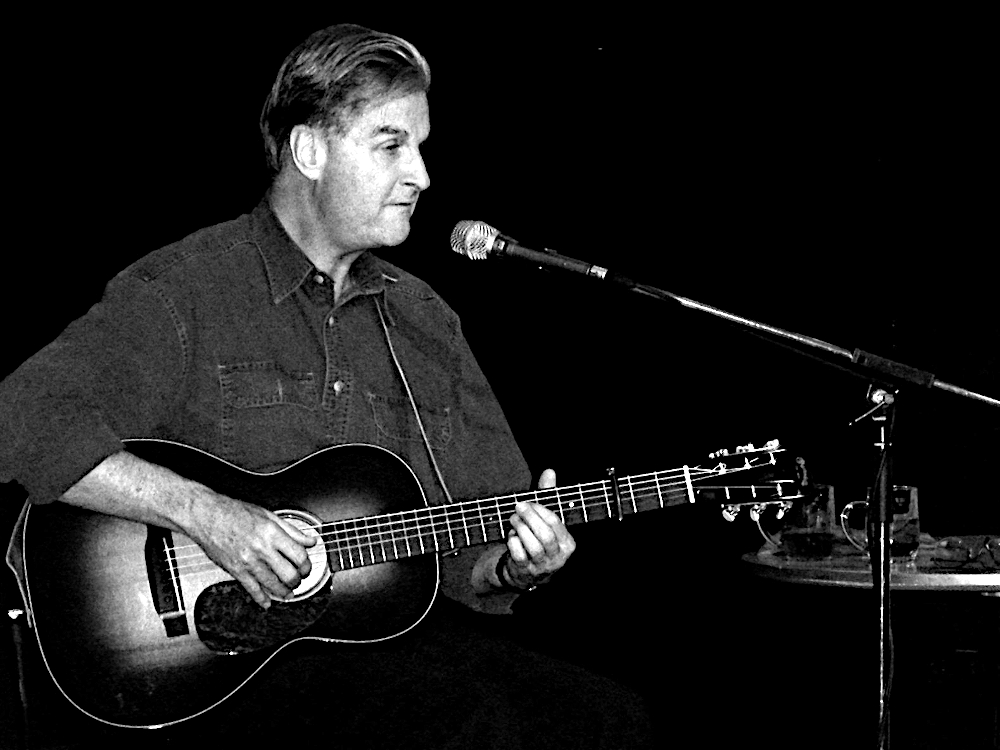
Geoff Muldaur im Kult in Niederstetten (2006)

Muldaur wuchs in Pelham, New York auf und ging schon als Teenager nach New York um in die Jazz-Clubs und die Shows des DJs Alan Freed zu kommen. Er hörte dort Leadbelly und verfiel dem Folk- und Countryblues. Beim Studium an der Boston University entdeckt er die dortige Folkszene. Danach lebte er ein Jahr in New Orleans und trampt durch die USA. 1963 erschien seine erste Platte auf dem Label Prestige. Bald danach wurde er Mitglied der Jim Kweskin Jug Band, die den eher steifen Ansatz der Folk-Szene dieser Zeit revolutionieren sollte. Nach dem Auseinanderbrechen der Kweskin Band veröffentlichte er mit seiner damaligen Ehefrau Maria Muldaur zwei erfolgreiche Alben als Duo. Es folgten mehrere Soloalben und zwei Alben mit Amos Garrett. Er arbeitete mit so berühmten Musikern wie Bonnie Raitt, Eric Von Schmidt, Jerry García, Bob Dylan, John Cale, David Lindley, Van Dyke Parks und Garth Hudson. Zwar wurde er von seinen Musikerkollegen hoch bewundert, doch der große Durchbruch beim Publikum gelang ihm nicht.

„Es gibt nur drei weiße Bluessänger. Geoff Muldaur steht für mindestens zwei von ihnen.“

1981 verschwand er aus der Musikszene. Er verdiente sich seinen Lebensunterhalt als Geschäftsführer des Labels Hannibal und als Software-Programmierer für die Produktion von Autozubehörteilen. In dieser Zeit schrieb er Musik für Dokumentarfilme und Werbespots. Live ist er nur noch selten zu hören – so beim Wiederaufleben des legendären Newport Folk Festivals im Jahre 1985. Freunde und innerer Zwang brachten ihn 1998 zurück ins Studio. Mit der Veröffentlichung The Secret Handshake und der Mischung aus Blues, Ragtime, Folk und einem Hauch von Bebop schließt sich der Kreis zurück zu seinen musikalischen Anfängen in den 1960er Jahren. Die Kritiker feiern ihn, das Publikum will ihn wieder hören und weitere Veröffentlichungen (so zum Beispiel eine CD mit Titeln des Kornettisten Bix Beiderbecke) sollten folgen. Seitdem ist er wieder verstärkt auf Tour – voll mit alten Songs und Geschichten.
Seine Tochter Clare Muldaur ist inzwischen in seine Fußstapfen getreten und ihm als Songwriterin gefolgt.
Seine Schwester ist die Schauspielerin Diana Muldaur.

## Diskografie

### Soloalben
- Sleepy Man Blues – Prestige
- Having a Wonderful Time – Warner Bros / Reprise
- Motion – Warner Bros/Reprise
- Blues Boy – Flying Fish
- I Ain't Drunk – Hannibal
- The Secret Handshake – HighTone
- Password – HighTone
- Beautiful Isle of Somewhere – Tradition & Moderne
- Private Astronomy – A Vision of the Music of Bix Beiderbecke – Deutsche Grammophon

### Mit Maria Muldaur
- Pottery Pie – Warner Bros / Reprise
- Sweet Potatoes – Warner Bros / Reprise

### Mit Amos Garrett
- Geoff Muldaur & Amos Garrett – Flying Fish
- Live in Japan – Yupiteru (Japan)

### Jim Kweskin Jug Band
- Jim Kweskin & the Jug Band – Vanguard
- Jug Band Music – Vanguard
- See Reverse Side For Title – Vanguard
- Garden of Joy – Warner Bros.
- Jug Band Blues (mit Sippie Wallace) – Mountain Railroad
- Greatest Hits – Vanguard

### Paul Butterfield’s Better Days
- Better Days – Warner Bros./Bearsville
- It All Comes Back – Warner Bros./Bearsville

### Verschiedene
- The Blues Project – Elektra
- The Bluesville Years – Prestige
- Newport Folk Festival 1964 Evening Concerts Vol. 1 – Vanguard
- Newport Folk Festival 1965 – Vanguard
- Festival 1967 – Vanguard
- The Record Show – Warner Bros.
- Goodbye – Suspex
- Avalon Blues – Vanguard
- Geoff Muldaur and the Texas Sheiks 2009 – Tradition & Moderne